# Villemontais
Villemontais est une commune française située dans le département de la Loire en région Auvergne-Rhône-Alpes.
Depuis le 1er janvier 2013, la communauté de communes de l'Ouest roannais dont faisait partie la commune s'est intégrée à la communauté d'agglomération Roannais Agglomération.

## Géographie
Villemontais est une commune du nord de la Loire.
Au pied des monts de la Madeleine, cette commune domine la plaine du Roannais.
Villemontais fait partie de la communauté d'agglomération Roannais Agglomération
Son altitude varie de 400 m à 950 m.

### Climat
Pour des articles plus généraux, voir Climat d'Auvergne-Rhône-Alpes et Climat de la Loire.
En 2010, le climat de la commune est de type climat des marges montargnardes, selon une étude du Centre national de la recherche scientifique s'appuyant sur une série de données couvrant la période 1971-2000. En 2020, Météo-France publie une typologie des climats de la France métropolitaine dans laquelle la commune est exposée à un climat de montagne ou de marges de montagne et est dans la région climatique  Nord-est du Massif Central, caractérisée par une pluviométrie annuelle de 800 à 1 200 mm, bien répartie dans l’année. 
Pour la période 1971-2000, la température annuelle moyenne est de 10,5 °C, avec une amplitude thermique annuelle de 16,6 °C. Le cumul annuel moyen de précipitations est de 883 mm, avec 10,5 jours de précipitations en janvier et 7,5 jours en juillet. Pour la période 1991-2020, la température moyenne annuelle observée sur la station météorologique de Météo-France la plus proche, « Roanne-Riorges_aéro », sur la commune de Saint-Léger-sur-Roanne à 8 km à vol d'oiseau, est de 11,8 °C et le cumul annuel moyen de précipitations est de 668,1 mm,. Pour l'avenir, les paramètres climatiques de la commune estimés pour 2050 selon différents scénarios d'émission de gaz à effet de serre sont consultables sur un site dédié publié par Météo-France en novembre 2022.

## Urbanisme

### Typologie
Au 1er janvier 2024, Villemontais est catégorisée bourg rural, selon la nouvelle grille communale de densité à sept niveaux définie par l'Insee en 2022.
Elle appartient à l'unité urbaine de Lentigny, une agglomération intra-départementale regroupant trois  communes, dont elle est ville-centre,,. Par ailleurs la commune fait partie de l'aire d'attraction de Roanne, dont elle est une commune de la couronne,. Cette aire, qui regroupe 88 communes, est catégorisée dans les aires de 50 000 à moins de 200 000 habitants,.

## Histoire
En 1866, Villemontais cède une importante partie de son territoire pour permettre la création de la commune de Saint Alban les eaux

## Politique et administration

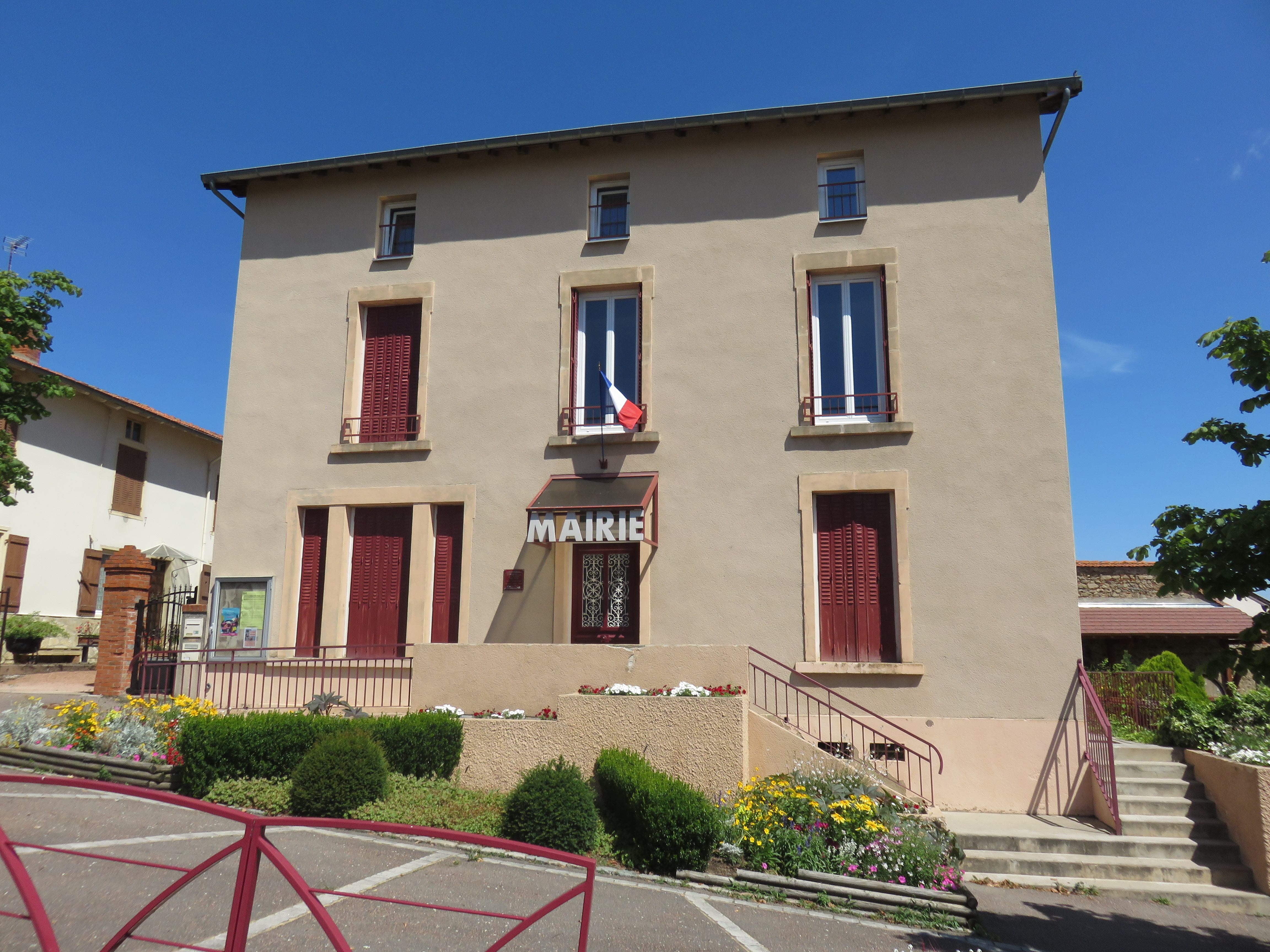
Mairie de Villemontais.

| Période                                  | Période                  | Identité              | Étiquette | Qualité                           |
| ---------------------------------------- | ------------------------ | --------------------- | --------- | --------------------------------- |
| Les données manquantes sont à compléter. |                          |                       |           |                                   |
| 1947                                     | 1965                     | Benjamin Zanoli       |           |                                   |
| 1965                                     | 1971                     | Marthe Gaillard       |           |                                   |
| 1971                                     | 1977                     | Jean Moissonnier      |           |                                   |
| 1977                                     | 1989                     | François Delaire      |           | Chef d'entreprise                 |
| 1989                                     | 1995                     | Gérard Tardy          |           | Médecin                           |
| juin 1995                                | mars 2001                | Jean François Rajont  |           | Huissier de justice               |
| mars 2001                                | mars 2008                | Jacqueline Brunet     |           | Retraité                          |
| mars 2008                                | mars 2014                | Marie-Claude Roffat   |           | Retraité                          |
| mars 2014                                | octobre 2022 (démission) | Sébastien Lassaigne   |           | Commercial puis chef d'entreprise |
| novembre 2022                            | En cours                 | Marie-Françoise Gaume |           | Retraitée                         |

## Démographie
L'évolution du nombre d'habitants est connue à travers les recensements de la population effectués dans la commune depuis 1793. Pour les communes de moins de 10 000 habitants, une enquête de recensement portant sur toute la population est réalisée tous les cinq ans, les populations de référence des années intermédiaires étant quant à elles estimées par interpolation ou extrapolation. Pour la commune, le premier recensement exhaustif entrant dans le cadre du nouveau dispositif a été réalisé en 2005.

En 2022, la commune comptait 1 045 habitants, en évolution de +2,96 % par rapport à 2016 (Loire : +1,32 %, France hors Mayotte : +2,11 %).
| 1793 | 1800 | 1806 | 1821 | 1831  | 1836  | 1841  | 1846  | 1851  |
| ---- | ---- | ---- | ---- | ----- | ----- | ----- | ----- | ----- |
| 975  | 975  | 973  | 989  | 1 268 | 1 309 | 1 224 | 1 225 | 1 264 |

| 1856  | 1861  | 1866  | 1872  | 1876  | 1881  | 1886  | 1891  | 1896  |
| ----- | ----- | ----- | ----- | ----- | ----- | ----- | ----- | ----- |
| 1 262 | 1 320 | 1 113 | 1 084 | 1 097 | 1 134 | 1 183 | 1 234 | 1 241 |

| 1901  | 1906  | 1911 | 1921 | 1926 | 1931 | 1936 | 1946 | 1954 |
| ----- | ----- | ---- | ---- | ---- | ---- | ---- | ---- | ---- |
| 1 193 | 1 137 | 973  | 831  | 787  | 790  | 723  | 695  | 680  |

| 1962 | 1968 | 1975 | 1982 | 1990 | 1999 | 2005 | 2006 | 2010 |
| ---- | ---- | ---- | ---- | ---- | ---- | ---- | ---- | ---- |
| 727  | 742  | 800  | 926  | 887  | 935  | 952  | 941  | 981  |

| 2015  | 2020  | 2022  | - | - | - | - | - | - |
| ----- | ----- | ----- | - | - | - | - | - | - |
| 1 018 | 1 024 | 1 045 | - | - | - | - | - | - |

## Économie
Huit domaines produisent du vin AOC Côte Roannaise, sur 60 hectares environ.

## Culture locale et patrimoine

### Lieux et monuments

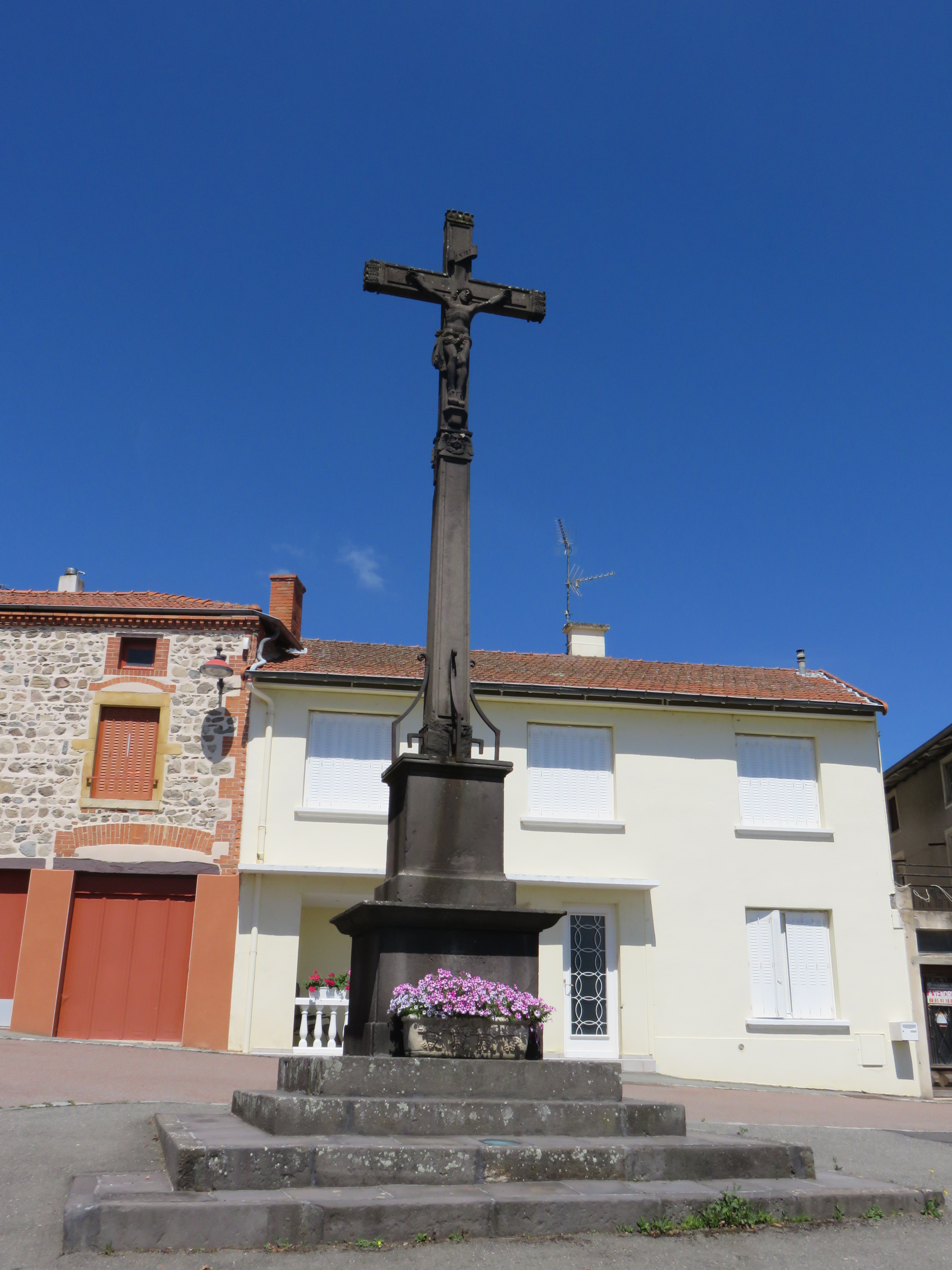
Croix dans le centre du village.

- Église Saint-Martin de Villemontais.

### Personnalités liées à la commune
- Pierre Dadolle (1857-1911), évêque de Dijon, né à Villemontais.

### Héraldique
| Blason de Villemontais | Blason  | Parti : au premier de gueules au griffon d'or, au second d'azur à la grappe de raisin tigée d'or, accompagnée de trois croissants d'argent ; à la vergette d'or brochant sur la partition. |
| Blason de Villemontais | Détails | Le statut officiel du blason reste à déterminer. |